# Pseira
Pseira (in greco Ψείρα?, Psira) è una piccola isola situata nel Golfo di Mirabella, nella parte nord-orientale di Creta, in Grecia.
Circondata da scogliere, la piccola e arida isola è un sito minoico, esplorato nel 1906–1907 da Richard Seager e parzialmente documentato da Halvor Bagge con inchiostro e acquerelli basati su fotografie (University Museum, Università della Pennsylvania, 1910); in modo più dettagliata venne esaminata nel 1984–1992 da Philip P. Betancourt e Costis Davaras, per la Temple University. I materiali archeologici in questo centro portuale, situato al di sopra del suo porto, al quale era collegato tramite scalinate poste ai lati della scogliera, abbracciano l'arco di tempo che va dalla fine del neolitico (IV millennio) alla tarda età del bronzo, in un'alta fase culturale che si estende dall'Antico Minoico al Tardo Minoico 1B. A quel tempo la prospera città aveva quasi 60 edifici, disposti intorno a un quadrato aperto (plateia), con un grande edificio singolo che occupava un lato. In modo simile a molti siti contemporanei del Tardo Minoico 1B, venne violentemente distrutto, 1550–1450 a.C. ca. Il resto della sua popolazione sgombrò gli spazi tra le macerie e per un certo tempo continuò a dimorare nella città.

## Archeologia

Creta minoica: Pseira si trova in mare aperto di fronte alla costa nord-occidentale di Gournia.

Una sigillo in pietra proveniente dal sito raffigurante una nave ricorda che il porto  fosse un tempo stato essenziale. La comunità minoica praticava la pesca e l'agricoltura, dissodava profondamente i sisti agricoli a terrazza, concimando il sottile suolo calcareo con i rifiuti umani dell'insediamento. Nell'isola, essi non recintavano le loro piantagioni, come avvenne molto più tardi con la pratica bizantina, segno questo che le capre non pascolavano libere nella Pseira minoica; neppure si tenevano maiali. Le dighe raccoglievano il deflusso delle acque piovane, poiché l'acqua era scarsa sull'isola, sebbene la regione egea fosse meno secca nel secondo millennio a.C. rispetto a oggi.
Conforme al lungo periodo di occupazione, le sepolture nella necropoli a ovest della città sono di cinque tipi:  sepolture nei rifugi rocciosi neolitici; tombe a cista formate da lastre verticali con paralleli cicladici; piccole tombe costruite in pietre; sepolture in giara; e tombe che imitano le case. I reperti delle necropoli includono vasi d'argilla, vasi in pietra, ossidiana, utensili in bronzo e gioielleria. Le sepolture si interrompono nel Medio Minoico, prima che la città subisse la sua espansione del Tardo Minoico. L'edificio del Tardo Minoico I che occupa il lato settentrionale della plateia, viene identificato con cautela come un "santuario civico", caratterizzato al suo piano superiore da bassorilievi di stucco dipinto dove si è conservato un frammento di affresco, raffigurante due donne poste una di fronte all'altra in abiti minoici di un complicato disegno intrecciato.  Gli scavi a Pseira sono stati oscurati dal successivo sviluppo avutosi negli stadi preistorici che offuscarono quelli rispettivamente più arcaici, in contrasto, per esempio, con i più chiaramente definiti strati a Cnosso.
Lo scavo effettuato nella Casa dei Rhyta svelò la prova di alcune pratiche cultuali minoiche che ci fanno conoscere alcuni riti minoici, sebbene il significato essenziale che essi evocavano ci sfugga. In tre differenti strutture l'attività cultuale  coinvolgeva l'uso di rhyta, coppe per bere di forme variegate, tutte con un buco alla base, un vaso a forma di toro, conchiglie di tritone, calici, e un grande numero di tazze. Osserva Betancourt...
"Le pratiche cultuali che implicavano un grande numero di rhyta continuarono nei periodi successivi, nella tarda età del bronzo, come viene dimostrato da un'interessante struttura religiosa a Ras Shamra con 15 rhyta, che comprendono esempi micenei e minoici".
Le tracce chimiche in un rhyton fanno pensare a orzo, birra e vino. Considerato il loro uso stagionale, tutto questo vasellame rituale veniva immagazzinato, in grandi gruppi che  sarebbero stati raccolti nelle stanze del piano superiore, che avevano rilievi di stucco dipinti e bianco di calce sulle pareti e un pavimento che era ritualmente imbiancato lo stesso con calce (nell'edificio che fronteggia la plateia) o lastricato con lastre di pietra (Casa dei Rhyta). Nella Casa dei Rhyta, c'era uno spazio per la cucina sottostante, troppo importante per gli occupanti del singolo edificio; esso aveva un focolare all'angolo, un mortaio costruito nella roccia nell'angolo opposto, e pietre per la molatura. Le bevute rituali osservate nella stanza superiore erano apparentemente accompagnate dal banchetto.
Gli oggetti preziosi trovati da Seager, nei pressi del porto inferiore, comprendono un rhyton a forma di canestro decorato con doppie asce, dei rhyta a forma di pera decorati con delfini, vasi a forma di toro, e una giara decorata con edera — che in un contesto greco indicherebbe la presenza di Dioniso — tra gli altri oggetti.